# INEOS Grenadiers
INEOS Grenadiers is een Britse wielerploeg die sinds 2010 in het wegwielrennen actief is. De ploeg, die eerder door het leven ging onder de namen Sky Procycling, Team Sky en Team Ineos, won sinds haar oprichting twaalf Grote Rondes en drie Monumenten.

## Algemeen
De oprichting van de ploeg werd op 26 februari 2009 aangekondigd door de eerste hoofdsponsor van het team, het Britse satelliettelevisienetwerk British Sky Broadcasting. BSkyB sponsorde voor £30 miljoen voor een periode van vier jaar. Voor dezelfde periode kreeg het team een ProTourlicentie toegewezen door de UCI. BSkyB stelde zich ten doel om binnen vijf jaar met een Brit de Ronde van Frankrijk te winnen. Dit lukte in 2012, toen Bradley Wiggins de Tour won. Ploeg- en landgenoot Chris Froome werd tweede.
Het team staat onder leiding van algemeen manager Sir Dave Brailsford. Als ploegleiders fungeerden onder anderen Scott Sunderland, Marcus Ljungqvist, Steven de Jongh en Sean Yates. Voor het eerste seizoen werden onder anderen Kurt-Asle Arvesen, Juan Antonio Flecha, Edvald Boasson Hagen en Bradley Wiggins gecontracteerd.
In de Ronde van Spanje 2010 werd de ploeg getroffen door een virus. Drie renners verlieten de koers voortijdig. De ploeg verliet de koers na de achtste etappe nadat een van de masseurs was overleden aan het virus.
Voor het seizoen 2011 versterkte het team zich met Alex Dowsett, Rigoberto Urán en Xabier Zandio. Chris Froome en Bradley Wiggins werden dat seizoen respectievelijk tweede en derde in de Ronde van Spanje.
Team Sky kende in 2012 een succesvolle Ronde van Frankrijk door op plaats een en twee te eindigen met respectievelijk Bradley Wiggins en Chris Froome.
In 2013 won het team met Chris Froome onder meer de Ronde van Frankrijk en het Critérium du Dauphiné. Richie Porte won Parijs-Nice en Rigoberto Urán eindigde als tweede in de Ronde van Italië.
In 2014 eindigde kopman Chris Froome voor de tweede keer in zijn carrière als tweede in de Ronde van Spanje. Tevens won hij die ronde de prijs van de strijdlust.
Ook het seizoen 2015 was succesvol voor de ploeg. Chris Froome won het Critérium du Dauphiné. Later dat jaar won hij zowel het eindklassement als het bergklassement van de Ronde van Frankrijk.
In 2016 won Geraint Thomas Parijs-Nice. Ook won de Nederlander Wout Poels de laatste voorjaarsklassieker Luik-Bastenaken-Luik door in een sprint te winnen van drie andere vluchters. Daarnaast won Froome het Critérium du Dauphiné en de Ronde van Frankrijk, beide voor de derde keer.
Ook de Ronde van Frankrijk van 2017 verliep voor Team Sky succesvol: Froome won de ronde voor de vierde keer en Sky won bovendien het ploegenklassement.
In december 2018 kondigde Sky Limited aan dat het bedrijf zou stoppen als sponsor van het team. 21st Century Fox deed hetzelfde, waardoor het team verplicht werd een nieuwe hoofdsponsor te zoeken. In maart 2019 werd bekend dat deze nieuwe sponsor was gevonden in INEOS, een multinationaal chemiebedrijf dat grotendeels in handen is van de Britse miljardair Jim Ratcliffe, die zelf ook bekend staat als fanatiek wielrenner. Het webdomein TeamIneos.com werd op 5 maart geregistreerd, en op Twitter werd @teamineos ook geregistreerd. Met ingang van de Ronde van Romandië op 30 april 2019 ging het team door het leven als Team INEOS. Sinds 2020 heet de ploeg INEOS Grenadiers, genoemd naar de Ineos Grenadier, een door Ineos ontwikkeld automodel, dat op zijn beurt weer vernoemd is naar de pub in Londen waar deze auto bedacht is, op zijn beurt weer vernoemd naar de Grenadier Guards, een Britse legereenheid.

## Palmares

### Grote rondes
| Jaar | Ronde van Italië                                            | Ronde van Italië                                                                    | Ronde van Frankrijk                                   | Ronde van Frankrijk                                                     | Ronde van Spanje               | Ronde van Spanje                 |
| Jaar | hoogste klassering                                          | etappewinst                                                                         | hoogste klassering                                    | etappewinst                                                             | hoogste klassering             | etappewinst                      |
| ---- | ----------------------------------------------------------- | ----------------------------------------------------------------------------------- | ----------------------------------------------------- | ----------------------------------------------------------------------- | ------------------------------ | -------------------------------- |
| 2010 | 17e Dario Cioni                                             | 1e Bradley Wiggins                                                                  | 15e Thomas Lövkvist                                   |                                                                         | Voltallige ploeg teruggetroken |                                  |
| 2011 | 20e Thomas Lövkvist                                         |                                                                                     | 24e Rigoberto Urán                                    | 6e en 17e Edvald Boasson Hagen                                          | Chris Froome · Bradley Wiggins | 2e Chris Sutton 17e Chris Froome |
| 2012 | 7e Rigoberto Urán 9e Sergio Henao Rigoberto Urán            | 2e, 5e en 13e Mark Cavendish                                                        | ↑ Bradley Wiggins · Chris Froome                      | 2e, 18e en 20e Mark Cavendish 7e Chris Froome 9e en 19e Bradley Wiggins | 4e Chris Froome                |                                  |
| 2013 | Rigoberto Urán · Ploegenklassement                          | 2e ploegentijdrit 10e Rigoberto Urán                                                | ↑ Chris Froome                                        | 8e, 15e en 17e Chris Froome                                             | 27e Rigoberto Urán             | 18e Vasil Kiryjenka              |
| 2014 | 22e Sebastián Henao                                         |                                                                                     | 18e Mikel Nieve                                       |                                                                         | Chris Froome · Chris Froome    |                                  |
| 2015 | 6e Leopold König                                            | 2e Elia Viviani 14e Vasil Kiryjenka                                                 | ↑ Chris Froome                                        | 10e Chris Froome                                                        | 8e Mikel Nieve                 | 18e Nicolas Roche                |
| 2016 | 17e Sebastián Henao Mikel Nieve                             | 13e Mikel Nieve                                                                     | ↑ Chris Froome                                        | 8e en 18e Chris Froome                                                  | Chris Froome                   | 11e en 19e Chris Froome          |
| 2017 | 17e Mikel Landa                                             | 19e Mikel Landa                                                                     | ↑ Chris Froome 4e Mikel Landa Ploegenklassement       | 1e Geraint Thomas                                                       | ↑ Chris Froome 6e Wout Poels   | 9e en 16e Chris Froome           |
| 2018 | ↑ Chris Froome Ploegenklassement                            | 14e en 19e Chris Froome                                                             | ↑ Geraint Thomas · Chris Froome                       | 11e en 12e Geraint Thomas                                               | 15e David De La Cruz           |                                  |
| 2019 | 9e Pavel Sivakov                                            |                                                                                     | ↑ Egan Bernal · Geraint Thomas                        |                                                                         | 20e Tao Geoghegan Hart         |                                  |
| 2020 | ↑ Tao Geoghegan Hart Ploegenklassement                      | 1e, 5e, 14e en 21e Filippo Ganna 12e Jhonatan Narváez 15e en 20e Tao Geoghegan Hart | 13e Richard Carapaz                                   | 18e Michał Kwiatkowski                                                  | ↑ Richard Carapaz              |                                  |
| 2021 | ↑ Egan Bernal Ploegenklassement                             | 1e en 21e Filippo Ganna 9e en 16e Egan Bernal                                       | ↑ Richard Carapaz                                     |                                                                         | 4e Adam Yates                  |                                  |
| 2022 | ↑ Richard Carapaz                                           |                                                                                     | ↑ Geraint Thomas · 10e Adam Yates · Ploegenklassement | 12e Tom Pidcock                                                         | 7e Carlos Rodríguez            | 12e, 14e en 20e Richard Carapaz  |
| 2023 | ↑ Geraint Thomas · 6e Thymen Arensman · 10e Laurens De Plus |                                                                                     | 5e Carlos Rodríguez                                   | 13e Michał Kwiatkowski 14e Carlos Rodríguez                             | 31e Geraint Thomas             | 10e Filippo Ganna                |
| 2024 | ↑ Geraint Thomas                                            | 1e etappe Jhonatan Narváez 14e Filippo Ganna                                        | 7e Carlos Rodríguez                                   |                                                                         | 10e Carlos Rodríguez           |                                  |
| 2025 | 7e Egan Bernal                                              | 2e Joshua Tarling                                                                   | 12e Thymen Arensman                                   | 14e en 19e Thymen Arensman                                              |                                |                                  |

### Klassiekers
Omloop Het Nieuwsblad: 2010 (Juan Antonio Flecha), 2014 en 2015 (Ian Stannard)
Kuurne-Brussel-Kuurne: 2011 (Christopher Sutton), 2012 (Mark Cavendish)
Vattenfall Cyclassics: 2011 (Edvald Boasson Hagen)
Dwars door Vlaanderen: 2021 (Dylan van Baarle)
Brabantse Pijl: 2021 (Tom Pidcock), 2022 (Magnus Sheffield)
E3 Harelbeke: 2015 (Geraint Thomas), 2016 (Michał Kwiatkowski)
Amstel Gold Race: 2015 en 2022 (Michał Kwiatkowski)
Luik-Bastenaken-Luik: 2016 (Wout Poels)
Strade Bianche: 2017 (Michał Kwiatkowski)
Parijs-Roubaix: 2022 (Dylan van Baarle)
Milaan-San Remo: 2017 (Michał Kwiatkowski)
Ronde van Piemonte: 2019 (Egan Bernal)